# Medetera pedestris
Medetera pedestris är en tvåvingeart som beskrevs av Becker 1922. Medetera pedestris ingår i släktet Medetera och familjen styltflugor. Inga underarter finns listade i Catalogue of Life.